# Jan Jiří Kristián z Lobkowicz
Jan Jiří Kristián z Lobkowicz (německy Johann Georg Christian Fürst von Lobkowitz; 10. srpna 1686 Praha – 4. října 1753 Prešpurk nebo 4. října 1755 Vídeň) byl český šlechtic z rodu Lobkowiczů (Lobkoviců) a rakouský císařský vojevůdce. Jako voják se od mládí zúčastnil dynastických válek první poloviny 18. století, zastával velitelské posty v různých zemích habsburské monarchie, nakonec dosáhl hodnosti polního maršála a stal se rytířem Řádu zlatého rouna. Jako mladší syn knížete původně užíval titul prince, nakonec získal knížecí titul a stal se zakladatelem mělnické větve Lobkoviců (panství Mělník přešlo do majetku rodu až v následující generaci).

## Život
Jiří Kristián se narodil v Praze jako pátý syn knížete Ferdinanda Augusta z Lobkovic (1655–1715) a jeho druhé manželky, bádenské markraběnky Marie Anny (1655–1701).
V mládí absolvoval kavalírskou cestu, během níž užíval jméno hrabě ze Sternsteinu (podle bavorského panství, které rodině patřilo), doložený je jeho pobyt v Římě v roce 1700, kde se setkal se svými staršími bratry. Po návratu z cest pak sloužil v armádě, nejprve se pod velením svého bratrance Ludvíka Bádenského zúčastnil války o španělské dědictví, kdy bojoval v Německu a Nizozemí. Později se pod velením Evžena Savojského zúčastnil tažení proti Turkům a po bitvě u Bělehradu, v níž padl jeho starší bratr Josef Antonín, dosáhl hodnosti plukovníka (1717).
Po skončení tureckých válek se v Praze oženil a další léta pak trávil střídavě v Čechách a v Itálii, v roce 1723 obdržel hodnost generálmajora a od roku 1729 byl vrchním velitelem v Neapoli. V hodnosti polního podmaršála (1733) vynikl na Sicílii v bojích proti Španělsku. Jako generál jezdectva byl pak velitelem v Lombardii a v letech 1737–1741 v Sedmihradsku, kde opět bojoval s Turky. Mezitím v roce 1739 obdržel Řád zlatého rouna.
Na počátku války o rakouské dědictví byl povýšen do hodnosti polního maršála a byl povolán do Čech, kde měl za úkol vypudit francouzsko-bavorské vojsko. Obléhal Prahu a na přelomu let 1742–1743 se mu podařilo ukončit francouzskou okupaci Českého království, mimo jiné tím umožnil korunovaci Marie Terezie za českou královnu v roce 1743. Poté byl znovu povolán do Itálie a v letech 1743–1745 byl generálním guvernérem v Lombardii. Nakonec se vrátil do Čech a svou kariéru završil jako vrchní velitel v Praze (1746–1751).
Zemřel v Prešpurku (Bratislava) 4. října 1753. Pohřben byl 16. října 1753 v kryptě tamějšího kapucínského kostela sv. Štěpána. Popis pohřebního průvodu vyšel tiskem.

## Mecenášství
Christoph Willibald Gluck mu jako svému mecenáši věnoval opery La Sofonisba (1744), Ippolito (1745) a Pasticcio (1743). Skladatel také Lobkovice doprovázel v roce 1745 na jeho cestě do Londýna. V Itálii dostal darem černého otroka Angela Solimana, který ho jako jeho dvořan doprovázel do konce života, když před tím zachránil Lobkovicovi v bitvě život.

## Majetek
Jiří Kristián byl po vymření bílinské větve rodu předurčen jako dědic severočeských panství Jezeří a Nové Sedlo. Po tragickém úmrtí Oldřicha Felixe z Lobkovic (1650–1722), posledního člena bílinské větve, skutečně tento majetek převzal, ale vzápětí uzavřel dohodu se svým starším bratrem, knížetem Filipem Hyacintem, a panství mu předal. Pro Jana Jiřího Kristiána a jeho potomstvo bylo zřízeno peněžní svěřenství. Ve svém vídeňském paláci soustředil sbírku zbraní získaných darem, ale také formou válečné kořisti.

### Manželství a potomstvo
V roce 1718 se v Praze oženil s hraběnkou Marií Karolínou z Valdštejna (1702–1780), dcerou významného diplomata Karla Arnošta z Valdštejna (1661–1713). Z jejich manželství se narodilo deset dětí, z nichž tři synové zemřeli v dětství. Další synové Karel Adam (1719–1760), Filip Josef (1732–1760) a Leopold (1734–1759) sloužili v armádě a zemřeli za sedmileté války. Pokračovatelem rodu byl kníže Josef Maria z Lobkovic (1724–1802), který dosáhl hodnosti polního maršála, byl vyslancem v Rusku, ale zemřel bez mužského potomstva. Faktickým zakladatelem mělnické větve byl jeho mladší bratr kníže August Antonín z Lobkovic (1729–1803), vyslanec ve Španělsku a nejvyšší maršálek Českého království, který sňatkem s Marií Josefou Černínovou získal panství Mělník se sídelním zámkem v Hoříně.

### Děti
- 1. Karel Adam (8. 4. 1719 – 20. 8. 1760), zemřel na následky vážného zranění hlavy, které utrpěl v bitvě u Lovosic dne 1. října 1756, svobodný a bezdětný[18]
- 2. Marie Eleonora (17. 10. 1721 Milán – 9. 5. 1756)
  - ⚭ (1740) Charles d'Ursel (26. 6. 1717 – 11. 1. 1775 Brusel), 2. vévoda d'Ursel, polní maršál
- 3. Kristián Josef (1722–1724)
- 4. Josef Maria (8. 1. 1724 Praha – 5. 3. 1802 Vídeň), polní maršál, c. k. komoří, tajný rada a rakouský velvyslanec v Rusku (1764–1777)
  - (1752) hraběnka Marie Josefa z Harrachu (20. 11. 1727 Vídeň – 15. 2. 1788 Roudnice nad Labem)
- 5. Ludvík (14. 1. 1725 – 1. 2. 1725)
- 6. Ferdinand Maria (18. 12. 1726 – 29. 1. 1795), vikář v Salcburku, kanovník v Lutychu a Augsburgu, později biskup v Namuru a Gentu
- 7. August Antonín (21. 9. 1729 Praha – 28. 1. 1803 Praha), c. k. komoří, tajný rada, rakouský vyslanec ve Španělsku (1772–1776) a nejvyšší maršálek Českého království (1791–1803)
  - ⚭ (1753) Marie Ludmila Czerninová z Chudenic (21. 4. 1738 – 20. 6. 1790 Praha)
- 8. Filip Josef (4. 11. 1732 – 15. 8. 1760), padl v bitvě u Lehnice, svobodný a bezdětný
- 9. Leopold (17. 4. 1734 – 23. 12. 1759 Drážďany), svobodný a bezdětný
- 10. Antonín (11. 8. 1738 – 21. 11. 1745)